# Moghreb Athlétic de Tétouan (basket-ball)
Pour le club de football, voir Moghreb Athlétic de Tétouan.
 (février 2018).
 (avril 2020).
Si vous disposez d'ouvrages ou d'articles de référence ou si vous connaissez des sites web de qualité traitant du thème abordé ici, merci de compléter l'article en donnant les références utiles à sa vérifiabilité et en les liant à la section « Notes et références ».
Le Moghreb Athlétic de Tétouan est un club de basket-ball situé à Tétouan au Maroc. Il joue dans le championnat du Maroc de basket-ball.

## Création de l'équipe

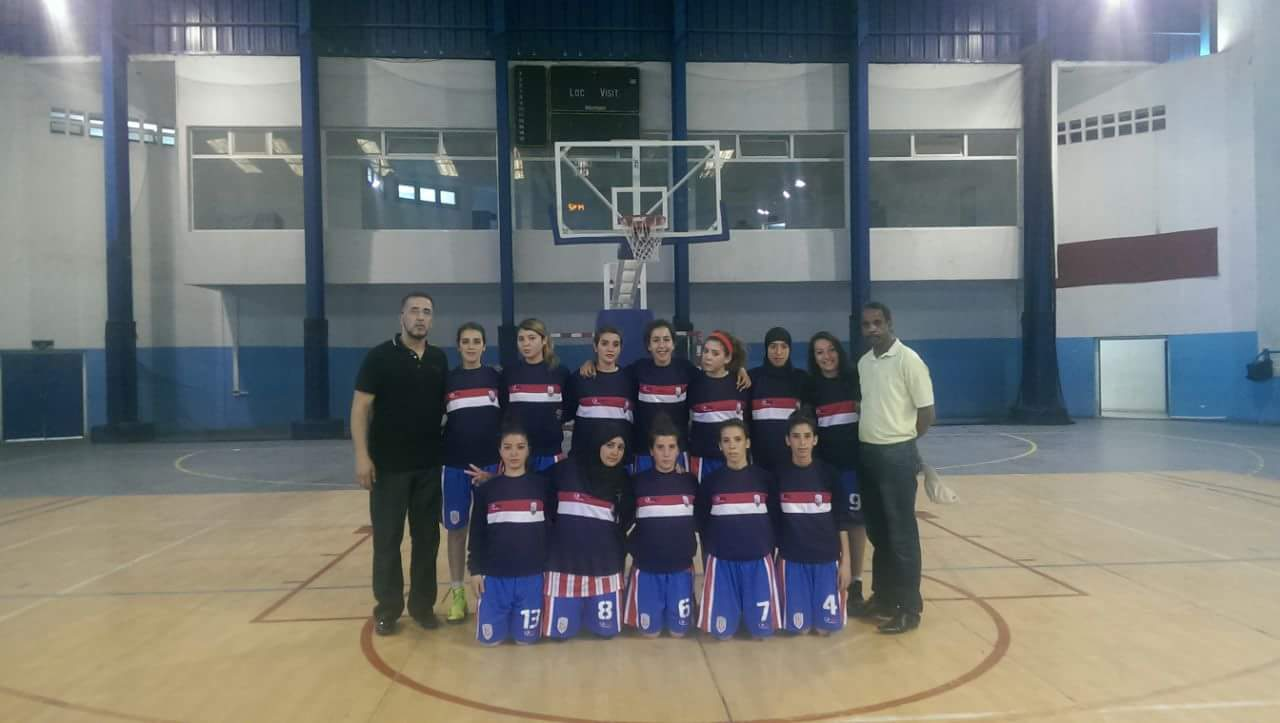
Configuration de l'équipe lors de la saison 2014-2015
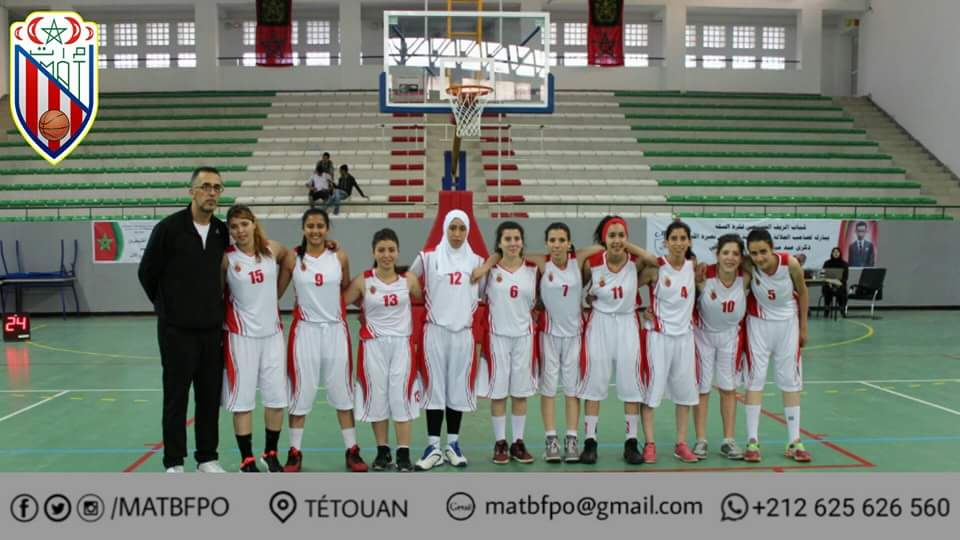
Configuration de l'équipe lors de la saison 2015-2016
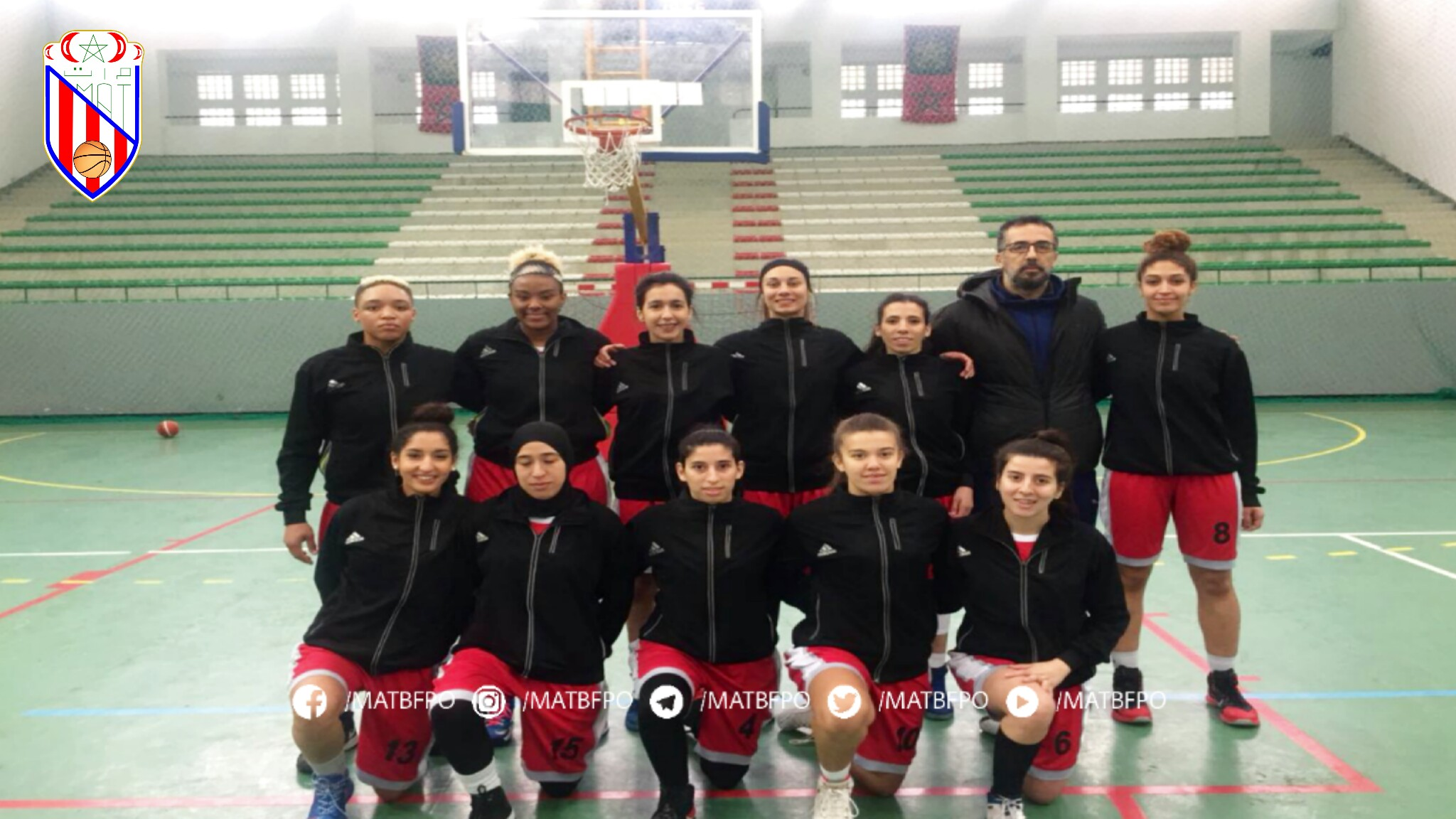
Configuration de l'équipe lors de la saison 2017-2018

## Membres de l'équipe[Quand?]
| Nationalité | Le nom                       | Le numéro |
| ----------- | ---------------------------- | --------- |
|             | Khaoula El Haddar            | 4         |
|             | Ashley Santos                | 5         |
|             | Halima El Haddar             | 6         |
|             | Youssra El Haddar            | 7         |
|             | Asmae Khouchaf               | 8         |
|             | Hanane Fars                  | 9         |
|             | Maissae Aoulad Ben Abdennour | 10        |
|             | Kautar Ben Allal             | 11        |
|             | Amber Curtis                 | 12        |
|             | Chaimae Kaddouri             | 13        |
|             |                              | 14        |
|             | Ibtissam El Majdoub          | 15        |

## Matchs de l'équipe
| Équipe locaux | Résultat du match | Équipe visiteur |
| ------------- | ----------------- | --------------- |
| CET           | 57 – 41           | MAT             |
| MAT           | 53 – 87           | CODM            |
| CRA           | 90 – 51           | MAT             |
| MAT           | X – X             | KAC             |
| MAT           | –                 | CET             |
| CODM          | –                 | MAT             |
| MAT           | –                 | CRA             |
| KAC           | X – X             | MAT             |